# Крисогоно Малькондини
Крисогоно Малькондини (Crisogono Malcondini, его имя также пишут как Grisogoni либо Costantino) — католический церковный деятель XI-XII веков.
Вице-канцлер римско-католической церкви с 1114 по 1117 год.
Библиотекарь Римской Церкви.
Возведён в ранг кардинала-священника церкви Сан-Никола-ин-Карчере на консистории 1117 года.